# Miguel Hesayne
Miguel Esteban Hesayne (ur. 26 grudnia 1922 w Azulu, zm. 1 grudnia 2019) – argentyński duchowny rzymskokatolicki, w latach 1975–1995 biskup Viedma.

## Życiorys
Święcenia kapłańskie przyjął 12 grudnia 1948. 5 kwietnia 1975 został prekonizowany biskupem Viedma. Sakrę biskupią otrzymał 4 czerwca 1975. 28 czerwca 1995 zrezygnował z urzędu.